# Sobótka (gmina)
Sobótka – gmina miejsko-wiejska w województwie dolnośląskim, w powiecie wrocławskim. W latach 1975–1998 gmina położona była w województwie wrocławskim.
Siedziba gminy to Sobótka.
Według danych z 31 grudnia 2011 gminę zamieszkiwało 12 769 osób. Natomiast według danych z 30 czerwca 2020 roku gminę zamieszkiwało 12 889 osób.
Na terenie gminy funkcjonuje lądowisko Mirosławice.

## Struktura powierzchni
Według danych z roku 2002 gmina Sobótka ma obszar 135,35 km², w tym:
- użytki rolne: 68%
- użytki leśne: 21%

Gmina stanowi 12,13% powierzchni powiatu.

## Demografia
Dane z 31 grudnia 2011:
| Opis                              | Ogółem | Ogółem | Kobiety | Kobiety | Mężczyźni | Mężczyźni |
| --------------------------------- | ------ | ------ | ------- | ------- | --------- | --------- |
| jednostka                         | osób   | %      | osób    | %       | osób      | %         |
| populacja                         | 12 769 | 100    | 6541    | 51,2    | 6228      | 48,8      |
| gęstość zaludnienia (mieszk./km²) | 94,3   | 94,3   | 48,3    | 48,3    | 46,0      | 46,0      |

Gmina zajmuje 12,12% powierzchni powiatu, a na jej terytorium mieszka 10,5% ludności powiatu. Urbanizacja wynosi 55,06%.

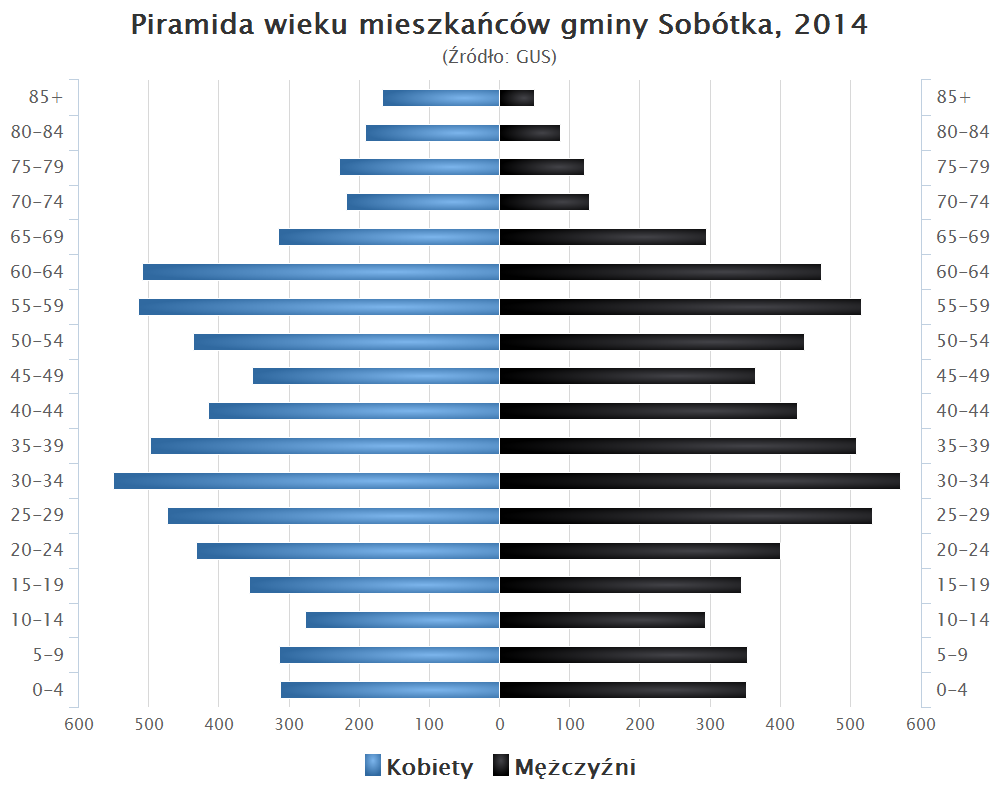
Piramida wieku mieszkańców gminy Sobótka w 2014 roku

## Ochrona przyrody
Na obszarze gminy znajdują się następujące rezerwaty przyrody:
- rezerwat przyrody Góra Ślęża – chroni szczyt góry wraz z przyległymi zboczami, z gołoborzem gabrowym (skałą pochodzenia magmowego), porośnięty lasem mieszanym ze stanowiskami roślinności reliktowej;
- rezerwat przyrody Łąka Sulistrowicka – chroni zbiorowisko roślinności łąkowej z rzadkimi gatunkami roślin.

## Sąsiednie gminy
Jordanów Śląski, Kąty Wrocławskie, Kobierzyce, Łagiewniki, Marcinowice, Mietków